# Berndt Niethammer
Berndt Niethammer (* 5. Dezember 1931 in Dresden; † 26. Juni 2005 in Mittweida) war ein deutscher Manager und Unternehmer in der Papierindustrie.

## Leben
Niethammer stammte aus der Eigentümerfamilie der nach dem Zweiten Weltkrieg enteigneten Papierfabrik Kübler & Niethammer in Kriebstein (Sachsen). Er war bis zur deutschen Wiedervereinigung als Werkleiter bei der Papierfabrik E. Holtzmann & Cie. in Weisenbach (Schwarzwald) tätig. 1990 kaufte er mit mehreren Vettern, darunter sein Cousin Frank Niethammer, den in der DDR zum Volkseigenen Betrieb gewordenen ehemaligen Familienbetrieb von der Treuhandanstalt zurück und wurde zum Vorstandsvorsitzenden der Kübler & Niethammer Papierfabrik Kriebstein AG, deren Modernisierung er vorantrieb.
1992 erhielt er den Managerpreis Aufschwung 92 der deutschen Wirtschaftszeitschrift Forbes und der Personalberatung Heidrick & Struggles für besondere Leistungen beim Aufbau der neuen Bundesländer. 1995 wurde er für seine besonderen Verdienste um den Wiederaufbau mit dem Bundesverdienstorden am Bande der Bundesrepublik Deutschland ausgezeichnet.
Er war nacheinander sowohl in Weisenbach als auch in Kriebstein als Gemeinderat tätig und wirkte maßgeblich am Zustandekommen der Partnerschaft zwischen den beiden Gemeinden mit. In Kriebstein war er Stellvertreter des Bürgermeisters.
Niethammer war ein Urenkel des Firmengründers Albert Niethammer. Er war verheiratet und Vater von fünf Kindern, seit 1990 war er verwitwet. 2005 verstarb er im Alter von 73 Jahren.